# Усадьбы Подмосковья
В статье перечислены дворянские усадьбы, расположенные на территории Московской области до расширения Москвы (по состоянию на 30 июня 2012). Список отсортирован по алфавиту.
Подмосковные усадьбы, административно оказавшиеся в составе Москвы до 2012 года, см. в статье Список усадеб Москвы или в категории: Усадьбы Москвы (карта подмосковных усадеб на 2006 год).

## Усадьбы
1. Абрамцево
2. Александрово-Щапово
3. Алмазово (усадьба)
4. Андреевское (Белая Колпь)
5. Аннино (усадьба)
6. Архангельское (усадьба)
7. Ахтырка (усадьба) — утрачена
8. Бахтимерево-Милославское
9. Боблово (усадьба-музей), Клинский район

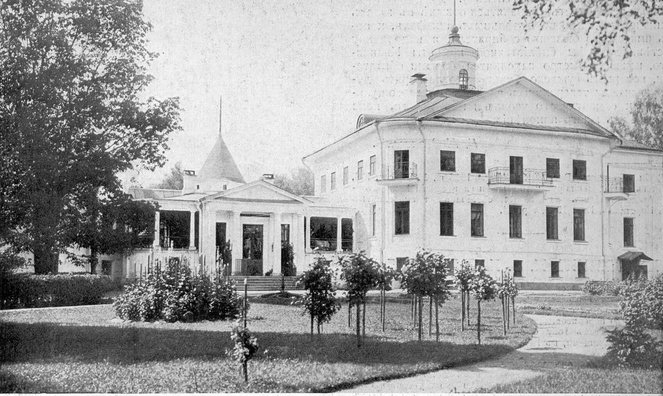
Усадьба Ивановское-Козловское

10. Богородское (утрачена)
11. Болдино (усадьба Татищевых)
12. Болычево
13. Быково
14. Валуево (усадьба)
15. Васильевское (усадьба)
16. Васькино (усадьба)
17. Введенское (усадьба)
18. Верзилово (усадьба)
19. Волхонка (усадьба), г. Ногинск
20. Волынщина-Полуэктово
21. Воробьёво (усадьба)
22. Вороново (усадьба)
23. Вязёмы (усадьба)
24. Глинки (усадьба)
25. Горенки (усадьба), г. Балашиха
26. Горки (усадьба)
27. Горки Рогачёвские
28. Гребнево (усадьба)
29. Грибаново (усадьба)
30. Даниловское (усадьба)
31. Даровое (усадьба)
32. Дарьино (усадьба)
33. Денежниково
34. Дубровицы
35. Ершово
36. Захарово
37. Зендиково (усадьба)
38. Знаменское-Губайлово
39. Ивановское (усадьба)
40. Ивановское-Безобразово
41. Ивановское-Козловское Усадьба Ивановское-Козловское
42. Иевлево-Знаменское
43. Изварино (усадьба)
44. Измалково (усадьба)
45. Иславское Усадьба Иславское
46. Киреево (усадьба)
47. Кораллово (Коралово, Каралово)
48. Константиново (усадьба)
49. Крёкшино (усадьба)
50. Кривякино (усадьба)
51. Кропотово (усадьба)
52. Лопасня-Зачатьевское
53. Лотошино (усадьба)
54. Лукино (усадьба)
55. Лукино-Варино
56. Лыткарино (усадьба)
57. Льялово (Морозовка)
58. Любимовка (усадьба)
59. Ляхово (усадьба)
60. Марфино (усадьба)
61. Марьинка
62. Марьино-Знаменское
63. Медное-Власово
64. Мелихово (усадьба)
65. Мещерское (усадьба)
66. Михайловское-на-Пахре
67. Молоди
68. Мураново (усадьба)
69. Мышецкое (усадьба)
70. Нагорново (усадьба)
71. Назарьево (усадьба)

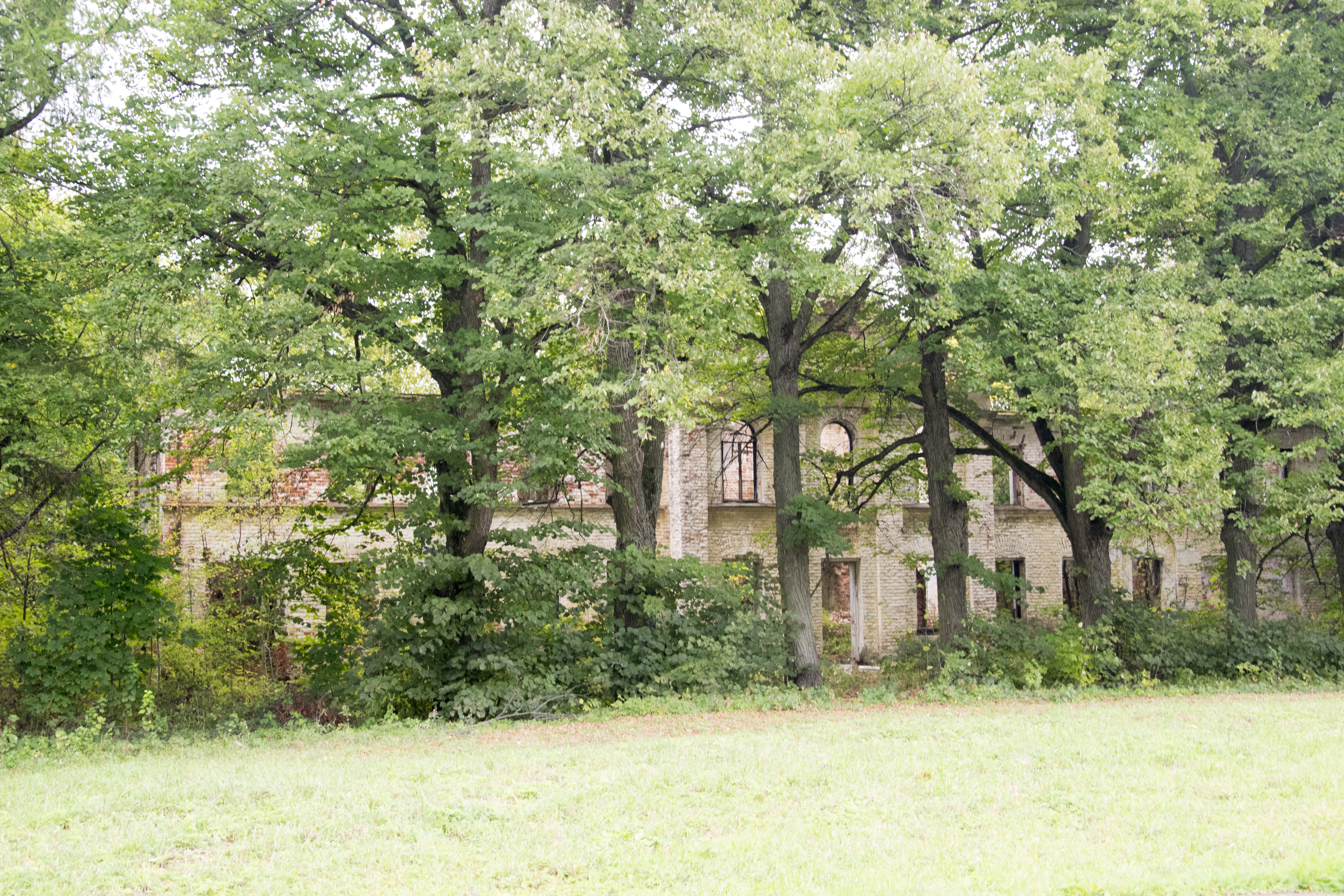
Усадьба Иславское

72. Неверово (усадьба), Воскресенский район
73. Никитское (усадьба)
74. Никольское-Обольяново
75. Никольское-Гагарино
76. Никольское-Прозоровское
77. Огниково-Покровское
78. Ольгово (усадьба)
79. Осташёво (усадьба)
80. Остафьево (усадьба)
81. Петрово-Дальнее (усадьба)Усадьба Демидовых в Лыткарино
82. Петровское, Наро-Фоминский район
83. Петровское, Люберецкий район
84. Пехра-Яковлевское
85. Плещеево (усадьба)
86. Подлипичье (усадьба)
87. Подмоклово
88. Подушкино
89. Покровское-Рубцово (усадьба)
90. Покровское-Шереметьево
91. Поливаново (усадьба)
92. Поречье Медведниковых
93. Поречье Поповых
94. Прохорово (усадьба)
95. Пущино-на-Оке
96. Пущино-на-Наре
97. Рай-Семёновское (усадьба)
98. Рождествено (утрачена)
99. Семёновское-Отрада
100. Сенницы (усадьба)
101. Середниково
102. Сидоровское (усадьба)
103. Спас-Коркодино (усадьба)
104. Спасское (усадьба, Воскресенск)
105. Старо-Никольское (усадьба)
106. Степановское (усадьба)
107. Суханово (усадьба)
108. Тарасково

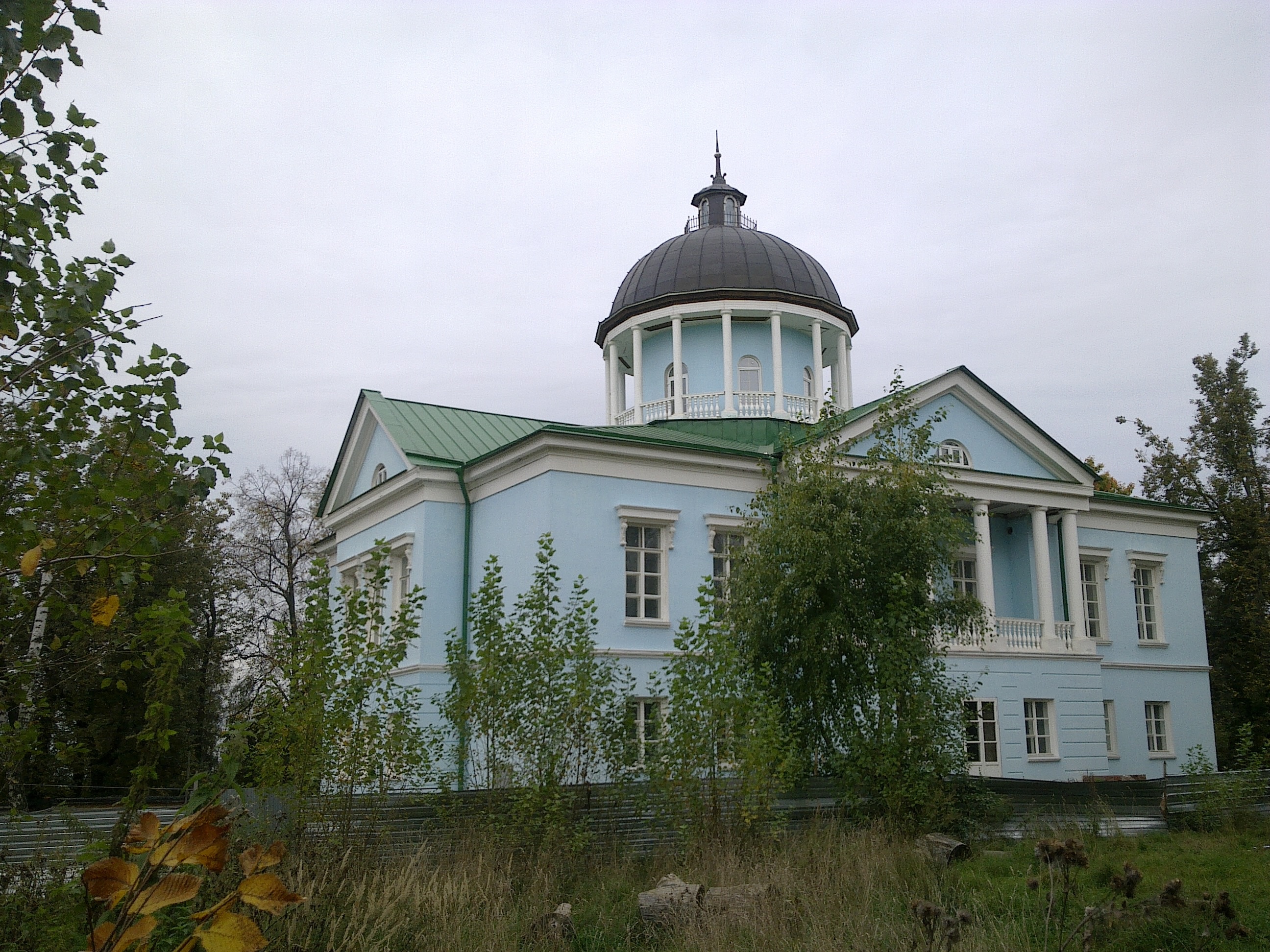
Усадьба Демидовых в Лыткарино

109. Троицкое (усадьба Салтыковых), пос. Мосрентген
110. Троицкое-Кайнарджи Воссоздание усадьбы «Старо-Никольское» в Первомайском
111. Троицкое-Лобаново
112. Троицкое на Обитце
113. Турово (усадьба)
114. Удино (усадьба)
115. Усово (усадьба)
116. Успенское-Вяземское
117. Успенское (усадьба), г. Ногинск
118. Фёдоровское
119. Филимонки (усадьба)
120. Фряново (усадьба)
121. Храброво (усадьба)
122. Черкизово (усадьба)
123. Шарапово (усадьба)

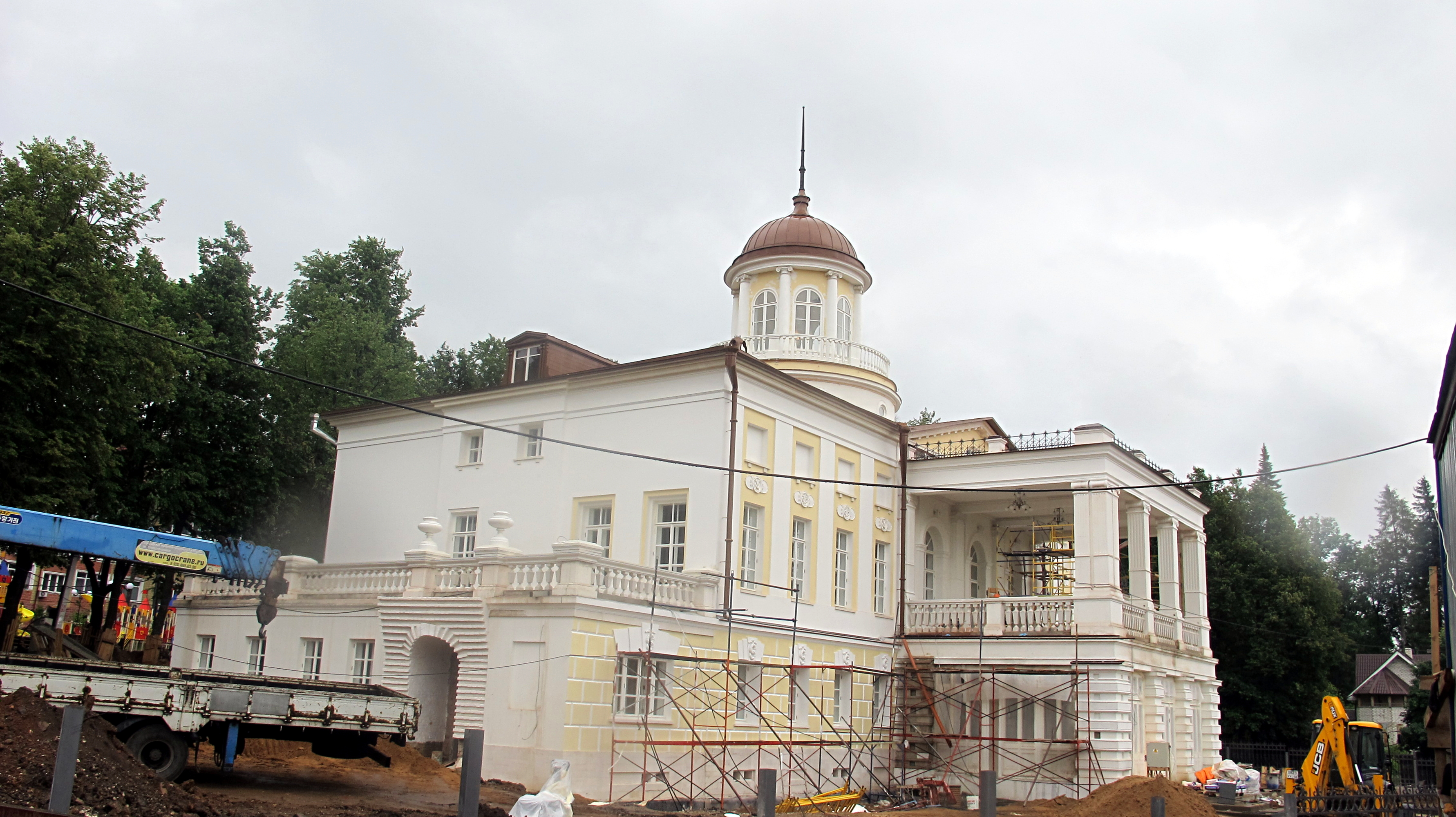
Воссоздание усадьбы «Старо-Никольское» в Первомайском

124. Шахматово (усадьба), Солнечногорский район
125. Шкинь
126. Ярополец Загряжских
127. Ярополец Чернышёвых